# 古池駅
古池駅（コジえき）は、大韓民国京畿道安城市にあった安城線の駅である。

## 歴史
- 1925年11月1日 - 開業[1]。
- 日時不明 - 廃止。
- 1957年7月1日 - 再開業[2]。
- 1972年7月20日 - 無配置簡易駅に降格[3]。
- 1985年4月1日 - 旅客営業中止[4]。
- 1989年1月1日 - 廃止[5]。